# Hywel Williams
Hywel Williams (né le 14 mai 1953) est un homme politique gallois de Plaid Cymru qui est député d'Arfon de 2010 à 2024, après avoir représenté Caernarfon de 2001 à 2010.

## Jeunesse
Il est né à Pwllheli en 1953, et fait ses études à Ysgol Troed an Allt, à Pwllheli Grammar School puis à Ysgol Glan y Môr.
Il étudie la psychologie à l'Université de Cardiff avant de se qualifier comme travailleur social à l'Université de Bangor en 1977/78. Il est travailleur social en santé mentale dans la région de Dwyfor avant de rejoindre le Centre for Social Work Practice de l'Université du Pays de Galles à Bangor en 1985.
Il est un travailleur de projet au Centre, spécialisé dans le développement de la pratique par le biais du gallois, développant des cours de courte durée disponibles en gallois pour la première fois, ainsi que la production et l'édition de nombreux livres et modules de formation avec ses collègues, y compris le tout premier vocabulaire de travail social en gallois. Il est nommé chef du centre en 1993.
En 1995, Williams devient conférencier indépendant, consultant et écrivain dans les domaines de la politique sociale, du travail social et des soins sociaux, travaillant principalement par le biais du gallois. Au cours des six années suivantes, il travaille pour diverses universités et collèges au Pays de Galles et à l'étranger, ainsi que pour des organismes publics, des organismes de bienfaisance, des entreprises privées et des gouvernements locaux et centraux, notamment comme conseiller de la Commission des affaires galloises de la Chambre des Communes.
Williams est membre de nombreux organismes professionnels dans le domaine du travail social et de la formation et a également été porte-parole du Child Poverty Action Group au Pays de Galles.

## Carrière politique
Il est élu pour représenter la circonscription de Caernarfon aux élections générales de 2001 après la retraite de Dafydd Wigley, et de nouveau en 2005, avec une majorité considérablement accrue. En 2010, il remporte le nouveau siège d'Arfon, qui, à la suite de changements de frontières, est alors considéré comme un siège travailliste selon Westminster. Il est réélu député de Plaid Cymru pour la circonscription d'Arfon en mai 2015 avec une majorité accrue. Sa majorité est réduite à seulement 92 voix lors des élections de 2017. Il est membre du comité spécial des affaires galloises entre 2004 et 2010 et rejoint le comité restreint des sciences et de la technologie et le comité des œuvres d'art de la Chambre en 2012.
En 2005, il rejoint le Panel des Présidents. Ce rôle consiste à présider des débats d'arrière-ban, des comités permanents sur la législation, des comités sur le droit dérivé et, de temps à autre, des réunions de toute la Chambre en tant que comité de la chambre principale.
Ses responsabilités parlementaires au sein de Plaid Cymru sont le travail et les retraites, la défense, le développement international et la culture.
En mars 2019, il vote pour un amendement déposé par les membres du Groupe indépendant appelant à un deuxième vote public sur l'adhésion à l'UE.